# Barça TV
Barça TV er en spansk TV-kanal styret af FC Barcelona. Kanalen er tilgængelig i en catalansk, spansk og engelsk version. Kanalen har hovedkvarter på klubbens stadion, Camp Nou.
Kanalen var en af de første af sin slags (Klub TV), og var ifølge forretningsstrateg Peter Fisk en meget vellykket del af en marketingkampagne, som betød en stigning på 20 % i antallet af medlemskaber. Kanalen indgår i forskellige tv-pakker i diverse lande, men kanalen kan også købes enkeltvis. For en pris svarende til 3 euro om måneden, får seerne eksklusiv adgang til interviews med spillerne, rapporter fra ungdomsafdelingen mv. Udover at tage udgangspunkt i en lokal catalansk version, er kanalen også tilgængelig på spansk og engelsk for at appellere til et verdensomspændende publikum.